# The November Man
The November Man è un film del 2014 diretto da Roger Donaldson, con protagonisti Pierce Brosnan, Olga Kurylenko e Luke Bracey.
Si tratta di uno spy thriller ispirato al romanzo There Are No Spies di Bill Granger, settimo libro della serie "November Man", pubblicato nel 1987.

## Trama
Peter Deveraux, ex uomo di punta dell'Intelligence americana, conduce una tranquilla ed elegante vita in Svizzera. Quando viene convinto a sospendere il suo ritiro per compiere un'ultima missione, si troverà a dover proteggere un'importante testimone, Alice Fournier, che lo rende il bersaglio di un suo ex amico e pupillo. Conscio della possibilità di una talpa all'interno dell'Agenzia, Deveraux non potrà fidarsi di nessuno e sarà costretto a utilizzare metodi estremi e si ritroverà in un gioco mortale di cui fanno parte il governo degli Stati Uniti e un candidato presidente della Russia.

## Distribuzione
Il film è stato distribuito nelle sale cinematografiche statunitensi il 27 agosto 2014. In Italia, il film è stato distribuito da Buena Vista International unicamente su iTunes a partire da luglio 2015.
La Relativity ha annunciato che farà un sequel, ma ancora non si hanno notizie al riguardo.